# Louis-Condji
Louis-Condji ist ein Ort im westafrikanischen Staat Benin. Es liegt im Departement Mono und gehört verwaltungstechnisch zum Arrondissement Agoué, welches wiederum der Gerichtsbarkeit der Kommune Grand-Popo untersteht.
Innerhalb des in die Länge gezogenen Arrondissements zwischen dem Atlantik im Süden und Togo im Westen und Norden befindet sich der Ort im Westen als zweite Siedlung hinter der Grenze nach Hilla-Condji. Durch Louis-Condji verläuft die Fernstraße RNIE1.